# Marie Céleste Crostarosa
Marie Céleste du Saint-Rédempteur (en italien Maria Celeste del Santissimo Salvatore), née à Naples le 31 octobre 1696 et morte à Foggia le 14 septembre 1755, est une religieuse italienne fondatrice de l'ordre du Très Saint Rédempteur et reconnue bienheureuse par l'Église catholique.

## Biographie
Giulia Crostarosa est née le 31 octobre 1696 à Naples, issue des rangs de l'aristocratie abruzzienne. 
Confortée dans son désir de vie religieuse par son directeur spirituel, elle entre au couvent de la Scala en 1724. Alors qu'elle n'est que novice, elle connaît ses premières expériences mystiques, qui rythmeront le cours de sa vie. Dans des révélations privées, le Christ lui demanderait de créer un nouvel ordre religieux. Aidée par saint Alphonse de Liguori, elle fonda la Congrégation des Sœurs rédemptoristes. À la suite de l'approbation de sa fondation, elle devient Mère Marie Céleste du Saint-Rédempteur. 
Elle installa le siège de son œuvre à Foggia, où elle occupera la charge de supérieure générale sur une durée de plus de vingt ans. Outre une intense vie apostolique, ne cessant de développant sa congrégation et le charisme spirituel lui étant propre, elle connut également une importante vie mystique.  
Mère Marie Céleste vécut ses dernières années dans la discrétion et le recueillement. Elle mourut avec une grande réputation de sainteté, le 14 septembre 1755 à Foggia, près de la Maison-mère de son œuvre.

## Béatification et canonisation
- 1901 : introduction de la cause en béatification et canonisation
- 3 juin 2013 : le pape François lui attribue le titre de vénérable
- 14 décembre 2015 : François (pape) reconnaît l'authenticité d'un miracle dû à son intercession et signe le décret de béatification.
- 18 juin 2016 : cérémonie de béatification célébrée à Foggia par le cardinal Angelo Amato, au nom du pape.

Fête liturgique fixée au 14 septembre.